# عثمان جوريو
الحاج عثمان جوريو (مواليد 1916، الرباط - 9 ديسمبر 2009) من رجال الحركة الوطنية المغربية، ومؤسس ومدير مدارس محمد الخامس، وأحد الموقعين على وثيقة المطالبة بالاستقلال التاريخية. وله إنتاجات علمية وأدبية، في اللغة العربية وآدابها، والتربية الإسلامية، وكتب مدرسية أخرى.

## مسيرته
تلقى التعليم الشرعي بالرباط، وحصل على شهادات علمية وإجازات من مشايخ وأعلام بالمغرب والمشرق، حيث حصل على رتبة الأستاذية سنة 1934 ورتبة عالم سنة 1948. وأخذ يلقي الدروس في المساجد القرآنية والميتم الإسلامي بصفة تطوعية، والتحق بعدها بالعمل في ميدان التعليم بكيفية منتظمة في أكتوبر 1934 حيث كان أحد المؤسسين الأولين للتعليم الوطني الحر بالبلاد، كما كان العضد الأيمن لأحمد بلافريج، عند إنشاء مدرسة محمد جسوس، التي عمل بها أستاذا، كما تولى الإشراف عليها سنة 1937 حينما حظرت الحكومة الفرنسية على أحمد بلافريج الدخول إلى المغرب، وبقي يعمل فيها حتى أخرج منها مهددا بالسلاح، وتم احتلالها عسكريا من طرف الجنود الفرنسيين، وبعد محنته وهو محتجز عند الفرنسيين، جمع حوله أولئك التلاميذ في مدارس قرآنية، فتحولوا النواة الأولى لمجموعة مدارس محمد الخامس التي عمل على تأسيسها رفقة أخيه أحمد الشرقاوي وأخذت تؤدي رسالتها التربوية والتعليمية منذ سنة 1947.
كما عمل كأستاذ بالقصر الملكي، ويعطي دروسا خاصة للأميرة لالة نزهة ورفيقاتها ابتداء من سنة 1948 إلى أن نفته السلطات.
وقد واصل عمله في مؤسسة مدارس محمد الخامس بالرباط، التي لعبت دورا رياديا في التربية والتعليم والمحافظة على اللغة العربية في زمن طغت فيه لغة المستعمر الفرنسي.
وفي يوم 12 يناير 2005 منحه الملك محمد السادس وسام العرش من درجة ضابط كبير.
توفي ليلة الأحد-الاثنين 9 ديسمبر 2009 بالرباط عن سن 93 عاما.

### النفي للصحراء
وعندما تضامن الشارع المغربي مع تونس، يوم أقدم الاستعمار الفرنسي على اغتيال الزعيم النقابي فرحات حشاد، وقعت خلال شهر ديسمبر 1952 حوادث دامية، فألقي القبض على العديد من القادة والزعماء، من بينهم عثمان جوريو، فتم نفيهه إلى كلميم وأطراف الصحراء. فاستمر رغم ذلك ينشط من هناك.

## نشاطه الثقافي
كان شاعرا وله عدة قصائد في الإنسية المغربية وأناشيد تمجد القرآن الكريم، رددتها أجيال عديدة في حفل نهاية السنة الدراسية في دار القرآن. لم تؤثر ثقافة المستعمر فيه، حيث ظل للحضارة الأندلسية نصيبها الأوفر في ذاكرته، يحدث عن فقهائها وشعرائها وأدبائها وقضاتها وممالكها.
ساهم في تأسيس جمعيات دينية وثقافية وفكرية كجمعية المحافظين على القرآن الكريم، ورابطة المجودين، وجمعية شباب النهضة الإسلامية، ونادي الفكر الإسلامي، ورابطة علماء المغرب، ورابطة مديري التعليم الوطني الحر، وغيرها.

## مؤلفاته
له العديد من الإنتاجات العلمية والأدبية منها:
- "المطالعة العربية لصفوف الشهادة الابتدائية"، 1943.
- "المحفوظات العربية والأناشيد المختارة"، وهي مجموعة مقطوعات أدبية وأناشيد وطنية كان يلقنها لتلامذته منعته الرقابة الاستعمارية من نشرها.
- دروس الديانة الإسلامية ، متضمنة ملخصات في التربية الدينية والأدبية.